# Miroslăvești, Prahova
Miroslăvești (în trecut, Puchenii Miroslăvești, Comăneanca) este un sat în comuna Puchenii Mari din județul Prahova, Muntenia, România.
Așezarea este atestată documentar în 1555.
La sfârșitul secolului al XIX-lea, satul Pucheni-Miroslăvești constituia o comună care avea 689 de locuitori și o școală mixtă în care în 1899 învățau 42 de elevi. Comuna a fost desființată la începutul secolului următor, fiind comasată cu comuna Puchenii-Moșneni.
În 2011, satul avea o populație de 1955 locuitori.